# Galaxia irregular

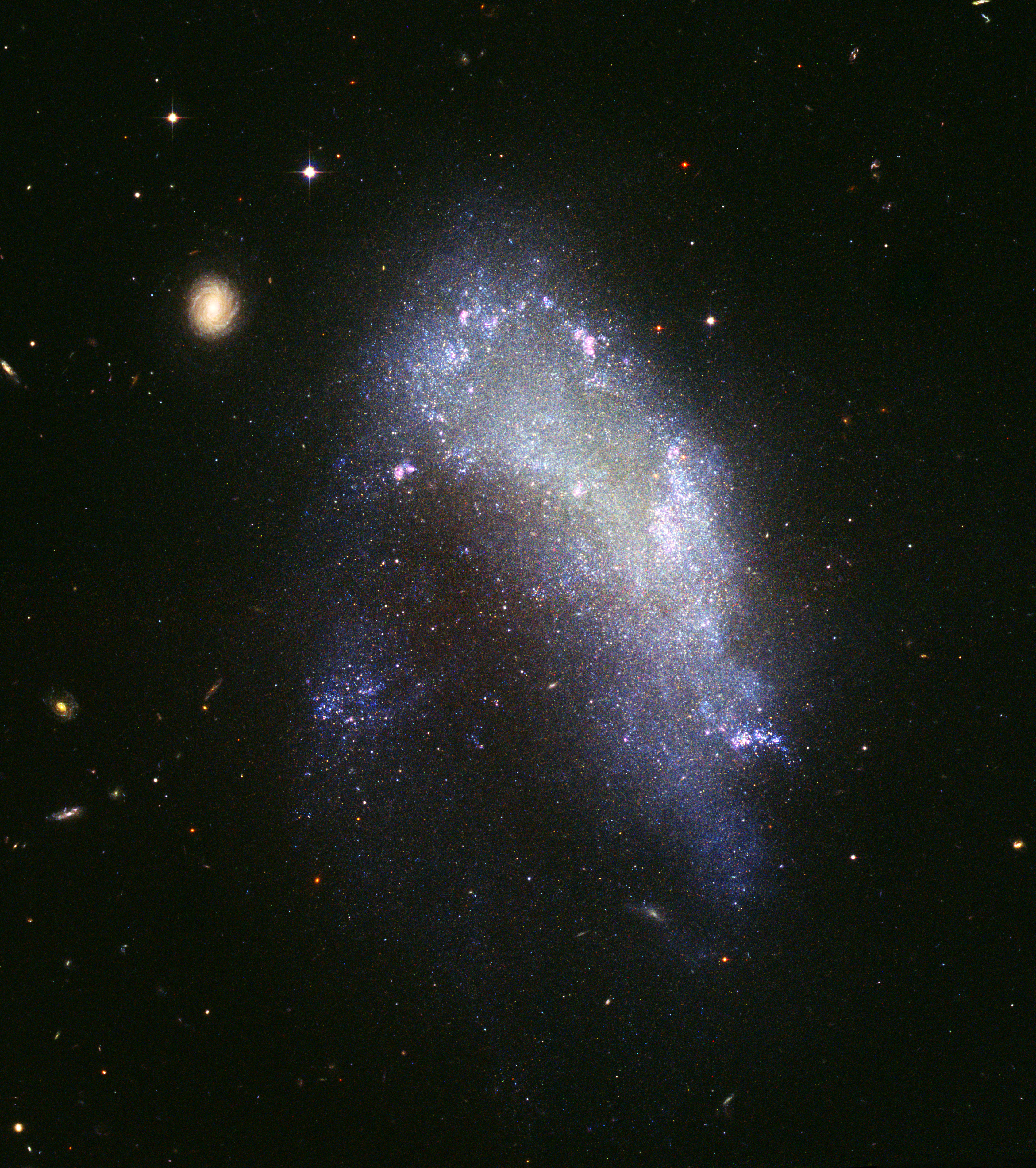
Galaxia irregular NGC 1427A

Una galaxia irregular es una galaxia que no encaja en ninguna clasificación de galaxias de la secuencia de Hubble. Son galaxias sin forma espiral, lenticular ni elíptica. Algunas galaxias irregulares son pequeñas galaxias espirales distorsionadas por la gravedad de un vecino mayor.
Las galaxias irregulares a menudo tienen un aspecto caótico, careciendo de un bulbo galáctico o de trazas de una estructura de brazos en espiral.  La mayoría de las galaxias irregulares son galaxias enanas (contienen de 10 millones a mil millones de estrellas). Su brillo no se ve afectado por su forma irregular ya que a menudo son ricas en estrellas jóvenes y brillantes, pero su pequeño tamaño las hace difíciles de detectar, por lo que solo detectamos aquellas que están bastante cerca a la Tierra. A menudo orbitan alrededor de galaxias más grandes ( galaxias espirales ) que crean ondas de compresión (debido a la gravedad) que las atraviesan y desencadenan formaciones estelares muy rápidas allí. Habrían sido muy numerosas en el pasado en el universo, pero su número habría disminuido tras las colisiones (constituirían el 10% de las galaxias). 
Las galaxias irregulares no tienen una forma particular. Estas están entre las galaxias más pequeñas y están llenas de gas y polvo. Teniendo una gran cantidad de gas y polvo, significa que estas galaxias tienen una gran cantidad de formación de estrellas llevándose a cabo en el interior de ellas. Esto puede hacerlas muy brillantes. Las Nubes de Magallanes Grande y Pequeña, son ejemplos de galaxias irregulares. Ellas son dos galaxias pequeñas que viajan en órbita alrededor de nuestra propia galaxia, la Vía Láctea. Alrededor del 15% de todas las galaxias son irregulares.
Las galaxias irregulares suelen ser pequeñas, aproximadamente una décima parte de la masa de la Vía Láctea.  Debido a su pequeño tamaño, son propensas a efectos ambientales como  colisión con grandes galaxias y nubes intergalácticas.
La formación de las galaxias irregulares es un proceso multifacético influenciado por las condiciones del universo temprano y eventos cósmicos posteriores. El entorno caótico posterior al Big Bang, caracterizado por la turbulencia cósmica, las interacciones gravitacionales y el papel de la materia oscura, jugó un papel importante en la creación de estas galaxias. Las galaxias irregulares a menudo se ven como reliquias de un universo más turbulento y menos estructurado, representando las primeras etapas de la formación de galaxias o el resultado de interacciones y fusiones. Mientras que las galaxias irregulares hoy en día continúan exhibiendo altas tasas de formación estelar y estructuras caóticas, su conexión con el Big Bang subraya el papel del universo temprano en la configuración de las diversas formas que adoptan las galaxias a lo largo del tiempo cósmico. 

## Clasificación
Hay tres tipos de galaxias irregulares:
- Las galaxias irregulares tipo I (Semejantes a las Nubes de Magallanes) son galaxias en un estado progresivo tardío, sin núcleo, con una baja luminosidad y generalmente son galaxias enanas. Las galaxias con esta morfología aparecen en los catálogos astronómicos como Irr I (Hubble) y como Im, IBm, Sm, SBm (deVaucouleurs y en Atlas Carnegie).
  - Los subtipos con alguna estructura espiral se denominan galaxias Sm.
  - Los subtipos sin estructura espiral se denominan galaxias Im.
- Las galaxia irregulares tipo II (Semejantes a M82), a diferencia de las anteriores, son galaxias generalmente jóvenes, producidas por una fusión de galaxias o deformadas por fuertes interacciones gravitacionales con una galaxia cercana. En los catálogo astronómicos aparecen como Irr II (Holmberg, Hubble), como I0 (deVaucouleurs) y como Am = amorphous (Sandage).
- Una galaxia enana es una galaxia irregular.[8] Actualmente se piensa que este tipo de galaxias son importantes para comprender la evolución general de las galaxias, ya que tienden a tener un bajo nivel de metalicidad y niveles relativamente altos de gas, y se cree que son similares a las primeras galaxias que poblaron el Universo. Pueden representar una versión local (y por tanto más reciente) de las galaxias azules tenues conocidas en los estudios de galaxias de campo ultraprofundo.

Algunas de las galaxias irregulares, especialmente las de tipo Magallanes, son pequeñas galaxias espirales que están siendo distorsionadas por la gravedad de una vecina mayor.
Las galaxias enanas irregulares suelen etiquetarse como dI (del inglés:Dwarf Irregular Galaxy)

## Nubes de Magallanes
Las Galaxias de la Nube de Magallanes se clasificaron en su día como galaxias irregulares. Desde entonces, la Gran Nube de Magallanes ha sido reclasificada como tipo SBm ( Galaxia espiral magallánica barrada). La Pequeña Nube de Magallanes sigue clasificada como una galaxia irregular de tipo Im según la actual clasificación morfológica de galaxias, aunque contiene una estructura de barras.

## Formación de Galaxias Irregulares y su conexión con el Big Bang
Las galaxias irregulares son una categoría fascinante y diversa de galaxias, caracterizadas por la falta de una forma o estructura definida, lo que las distingue de las galaxias elípticas y espirales más ordenadas. Sus orígenes y procesos de formación siguen siendo temas de investigación activa y debate en los campos de la cosmología y la astrofísica. Comprender cómo se forman las galaxias irregulares implica considerar tanto procesos internos dentro de las galaxias individuales como interacciones con galaxias externas.
La falta de una estructura coherente en las galaxias irregulares ha llevado a los científicos a considerar una variedad de escenarios de formación, muchos de los cuales involucran tanto procesos internos dentro de las galaxias como interacciones con galaxias vecinas.

### El Universo temprano y el Big Bang
El Big Bang, que marca el inicio del universo aproximadamente hace 13.8 mil millones de años, fue un evento único que llevó a la rápida expansión del espacio, la formación de los primeros átomos y el enfriamiento del universo. Con el tiempo, las regiones de densidad ligeramente mayor comenzaron a colapsar bajo su propia gravedad, dando lugar a la formación de las primeras estrellas y galaxias. Este proceso es conocido como formación de estructuras cósmicas.
En las primeras fases posteriores al Big Bang, el universo estaba lleno de un plasma caliente y denso que se fue enfriando con el tiempo. Aproximadamente 380,000 años después, el universo se había enfriado lo suficiente para que se formaran átomos neutros, permitiendo que la luz viajara libremente (el "desacoplamiento" de la materia y la radiación), lo que se observa como el Fondo Cósmico de Microondas (CMB). Después de esta época, las regiones de mayor densidad, conocidas como sobredensidades, colapsaron para formar las primeras estructuras, incluidas las protopartículas. Estas protopartículas, que se formaron en el entorno caótico del universo temprano, no eran tan ordenadas como las galaxias actuales, lo que podría explicar la formación de galaxias irregulares.

### Hipótesis sobre la formación de Galaxias Irregulares
Factores Cósmicos y Ambientales
Una de las principales hipótesis sobre la formación de las galaxias irregulares es que representan las primeras etapas de la formación de galaxias, resultado de las condiciones caóticas del universo temprano. Después del Big Bang, el universo estaba en un estado de turbulencia cósmica, con fluctuaciones en la densidad y la temperatura que causaron que grandes regiones de gas y materia oscura se agruparan. En estas regiones, el colapso gravitacional llevó a la formación de las primeras estrellas y galaxias. Estas primeras galaxias carecían de la estabilidad necesaria para formar estructuras organizadas como los brazos espirales o una forma elíptica suave.
Las galaxias irregulares pueden ser el resultado de estas condiciones turbulentas. Podrían representar restos de las primeras protogalaxias que nunca pasaron por el proceso de estabilización en formas más organizadas. Con el tiempo, estas galaxias irregulares podrían haber permanecido en un estado relativamente primitivo, exhibiendo formas irregulares como consecuencia de sus orígenes violentos y caóticos.
Interacciones Gravitacionales y Fusiones
Otra hipótesis importante involucra interacciones y fusiones galácticas, que pueden jugar un papel significativo en la formación de galaxias irregulares. Se sabe que las fusiones de galaxias dan lugar a galaxias con estructuras distorsionadas o irregulares. En particular, las galaxias más pequeñas que chocan con galaxias más grandes pueden volverse distorsionadas, lo que a menudo lleva a formas irregulares. Esto es especialmente relevante en el contexto de las galaxias irregulares porque muchas de ellas se observan en estrecha proximidad a otras galaxias, particularmente en grupos o cúmulos galácticos, donde las interacciones gravitacionales son comunes.
Las fusiones también pueden haber sido más frecuentes en el universo temprano, después del Big Bang, cuando las galaxias eran más pequeñas y numerosas, y sus influencias gravitacionales mutuas eran más fuertes. Las colisiones entre estas pequeñas protogalaxias podrían haber dado lugar a la formación de galaxias irregulares. Además, la naturaleza rica en gas de las galaxias irregulares sugiere que el proceso de fusión podría haber desencadenado explosiones de formación estelar, que se observan con frecuencia en estas galaxias hoy en día.
Efectos de la Materia Oscura
La materia oscura es otro factor crítico que puede influir en la formación de galaxias irregulares. Se cree que la materia oscura constituye una porción significativa de la masa de las galaxias, y su influencia gravitacional es esencial para dar forma a la estructura de las galaxias. Sin embargo, las galaxias irregulares suelen tener halos de materia oscura más difusos y de menor densidad en comparación con sus contrapartes más estructuradas. Esta falta de un halo de materia oscura bien definido podría ser el resultado de interacciones con otras galaxias o de las dinámicas tempranas de la propia materia oscura, lo que podría dificultar el desarrollo de una estructura galáctica estable.
Además, la materia oscura podría haber jugado un papel en la formación inicial de estas galaxias después del Big Bang. Algunas simulaciones sugieren que las galaxias con cantidades significativas de materia oscura pueden formarse más tarde, después de que se haya emergido más estructura en el universo. En cambio, las galaxias irregulares podrían haberse formado antes, en regiones del universo donde la densidad de materia oscura era más baja o tenía una configuración más distribuida, lo que impedía el desarrollo de estructuras estables y organizadas.
Formación Estelar y Dinámica del Gas
Las altas tasas de formación estelar observadas en las galaxias irregulares proporcionan otra pista potencial sobre sus orígenes. Muchas de estas galaxias son ricas en gas y polvo, y sus regiones activas de formación estelar a menudo impulsan la estructura misma de la galaxia. Esto sugiere que las galaxias irregulares podrían haberse formado en entornos donde el gas y el polvo estaban fácilmente disponibles, y las dinámicas tempranas de la formación estelar eran más caóticas.
En el universo temprano, la formación estelar probablemente fue mucho más rápida, y el proceso de formación de estrellas en las galaxias irregulares podría haber sido caótico e inestable, lo que contribuyó aún más a la falta de una forma definida en estas galaxias. Las galaxias irregulares pueden representar entornos donde la formación estelar ha sido más prominente o esporádica, lo que ha impedido que las galaxias se estabilicen en una forma más ordenada.

## Galería

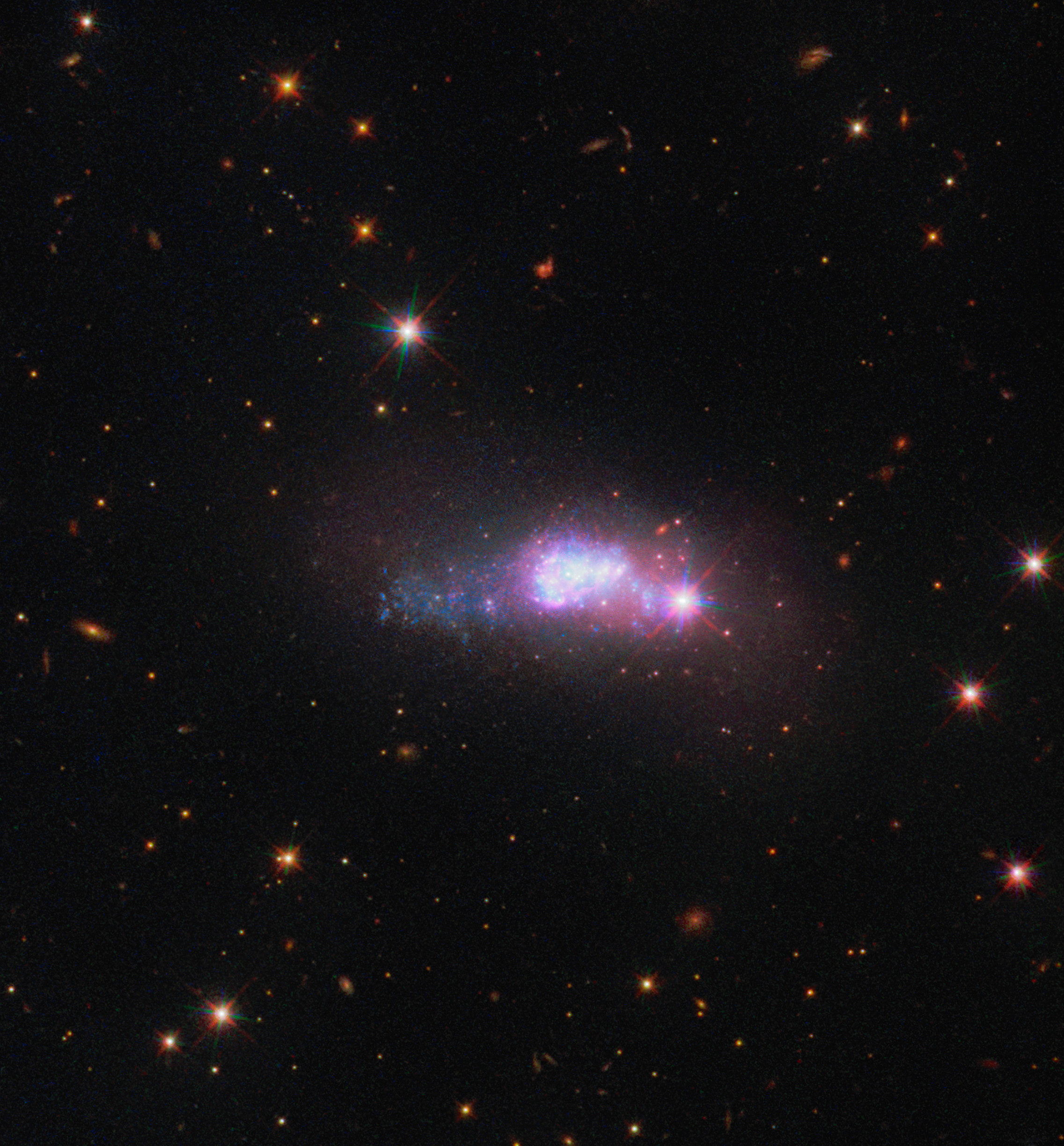
Galaxia enana compacta azul ESO 338-4.
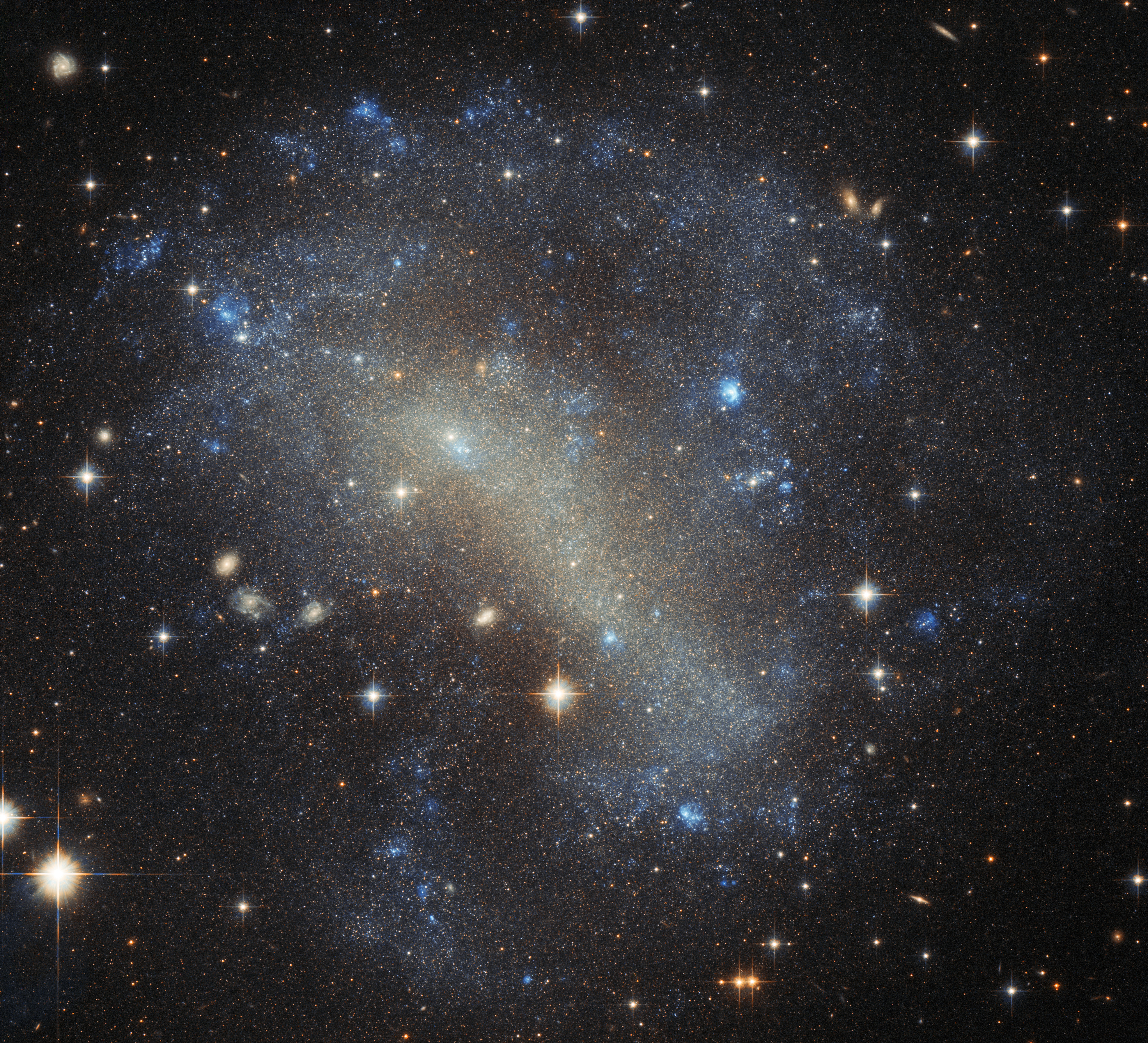
IC 4710 se encuentra a unos 25 millones de años luz en la constelación del sur de Pavo.
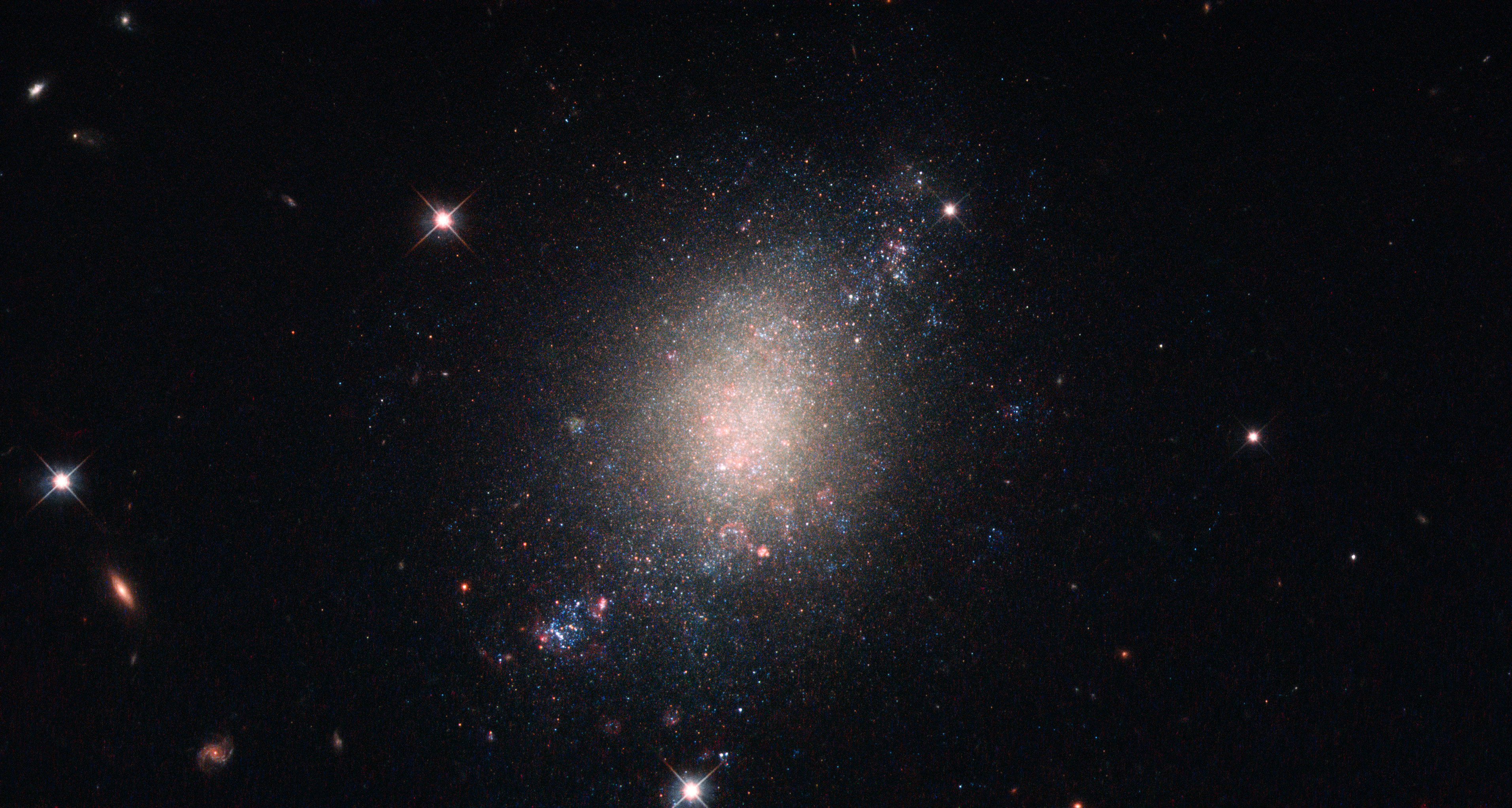
ESO 486-21 es una galaxia espiral con una estructura algo irregular y probremente definida.
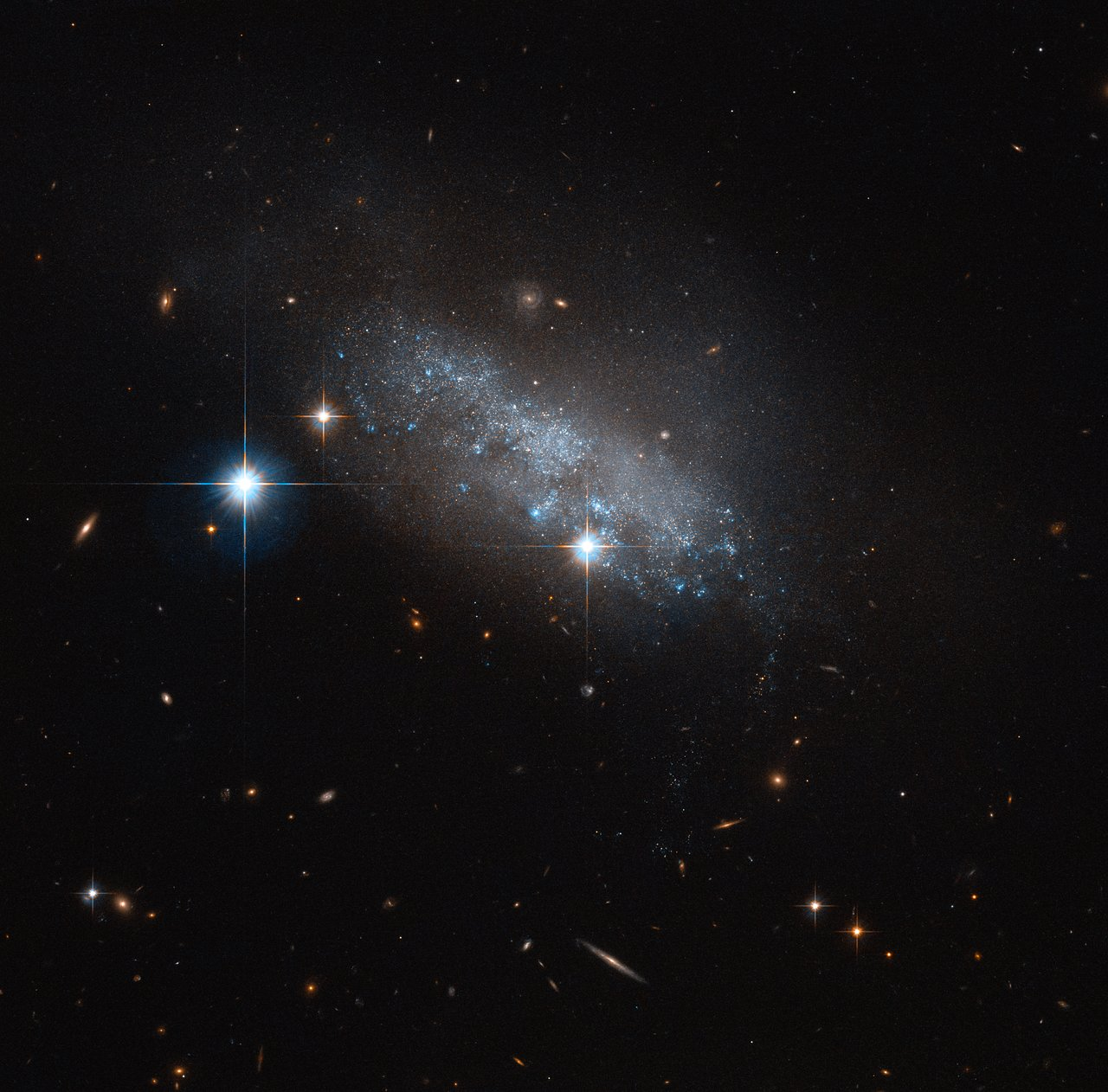
LA galaxia irregular IC 3583 posee una linea de estrellas que atraviesan su centro.
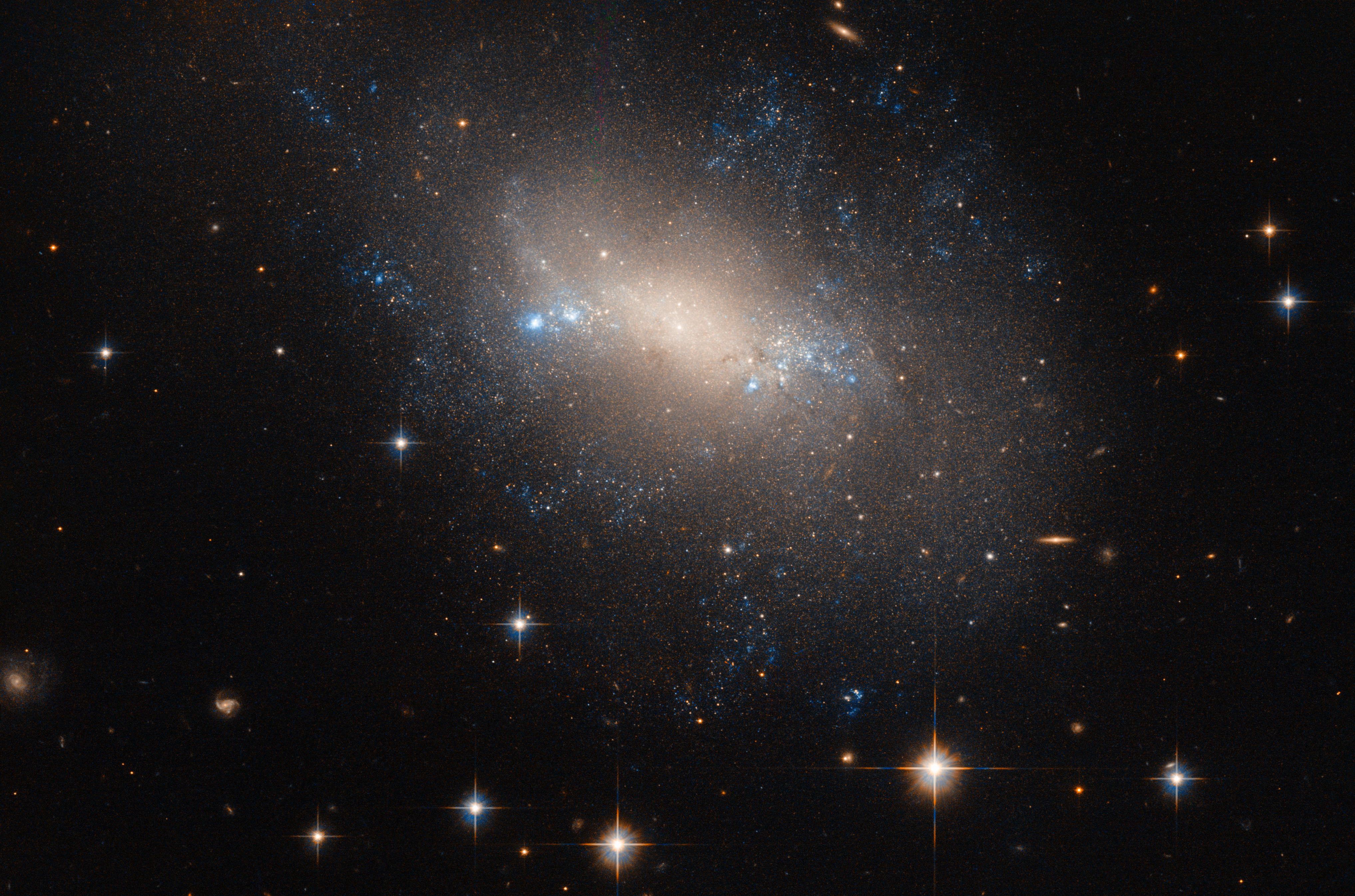
NGC 2337 es una galaxia irregular que se encuentra a una distancia de 25 millones de años luz en la  constelación del lince.
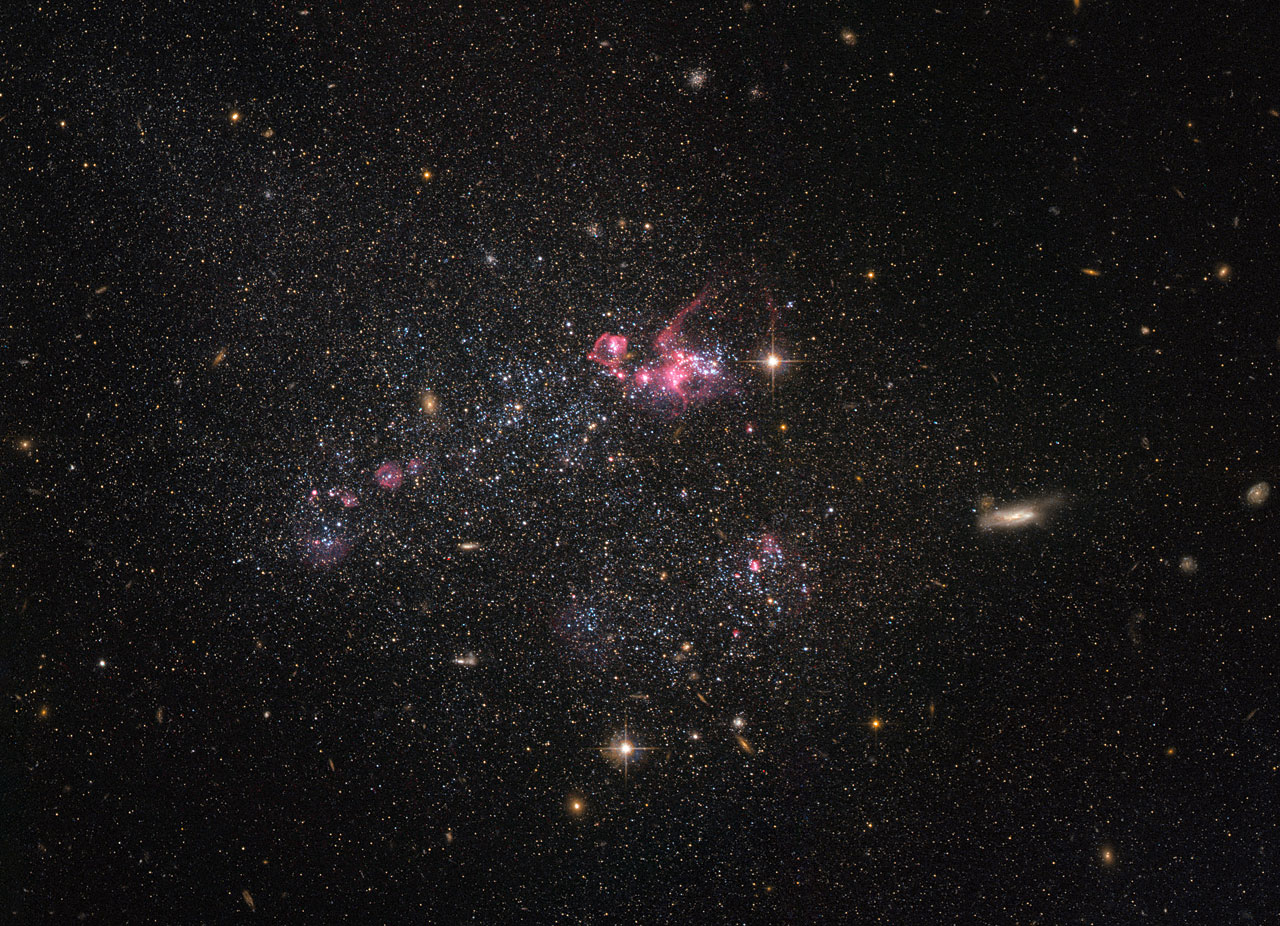
UGC 4459 es una galaxia enana irregular ubicada a unos 11 millones de años luz en la constelación de Osa Mayor.
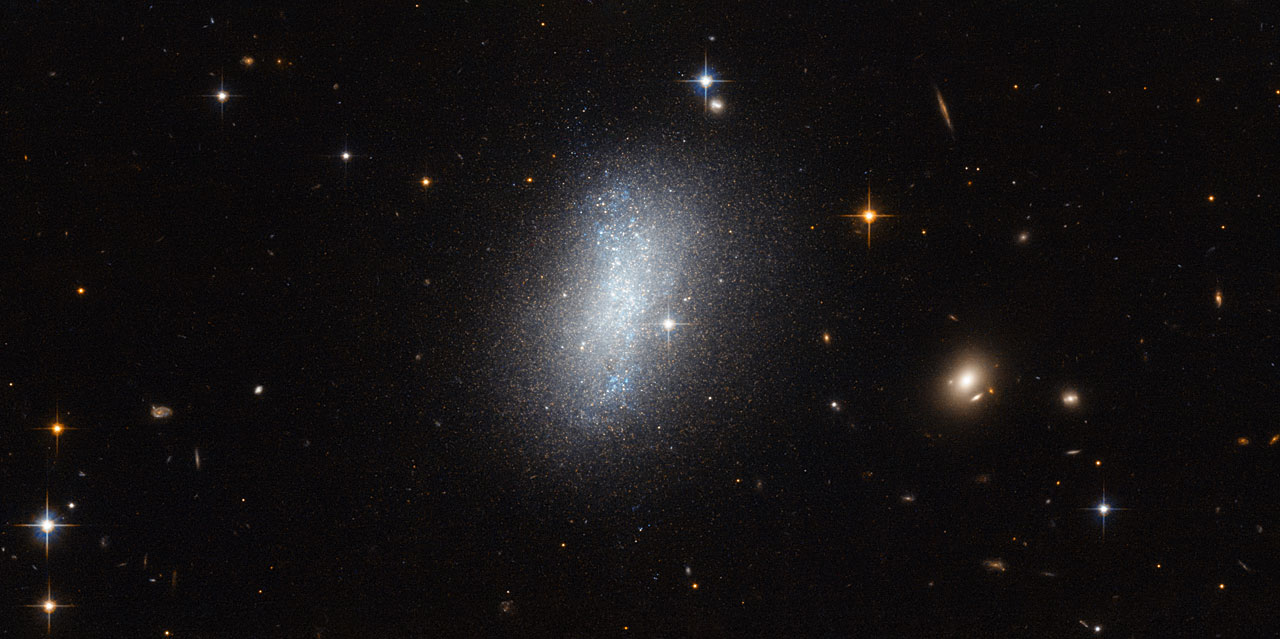
Galaxia enana irregular PGC 18431.
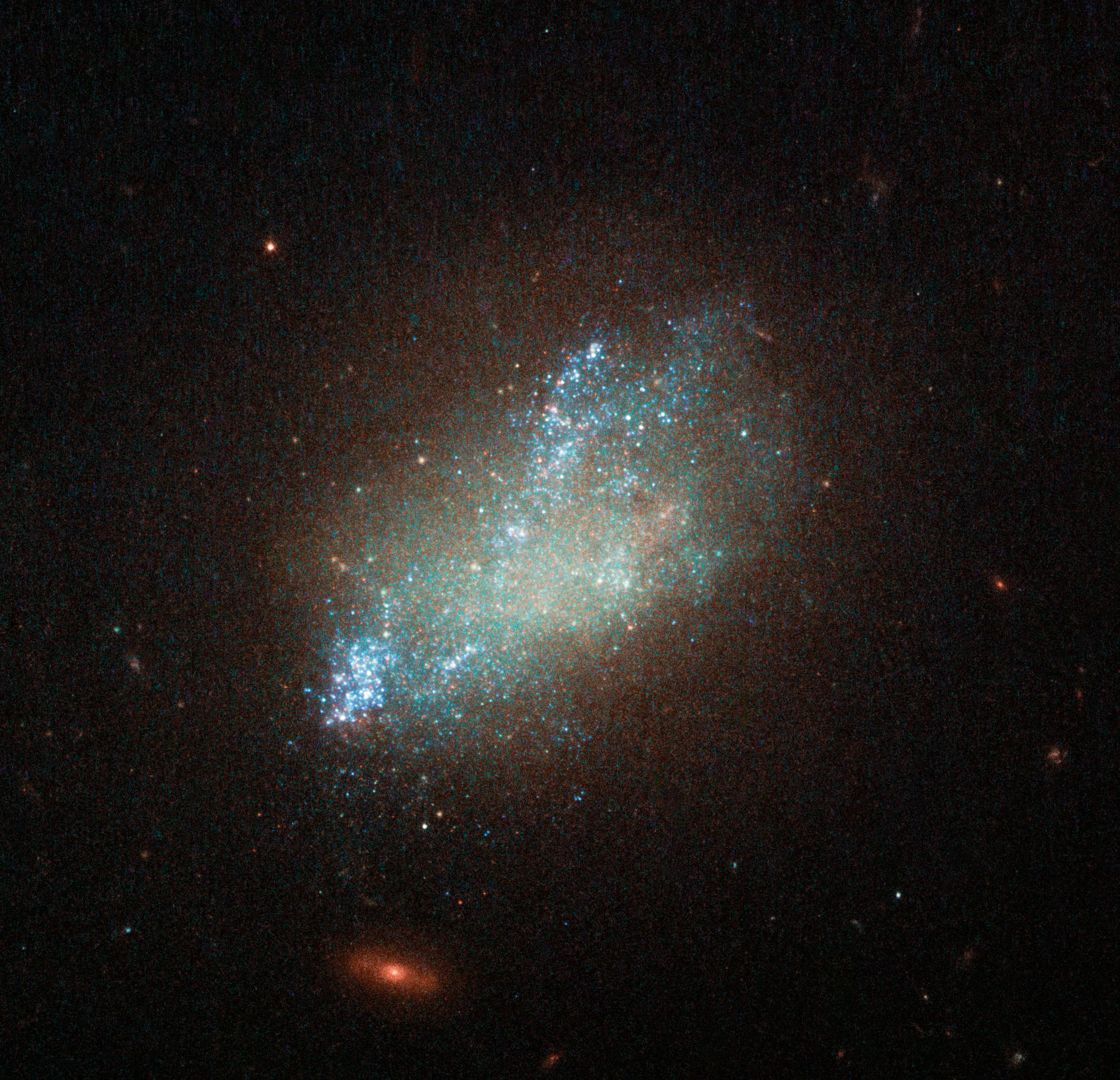
IC 559 es una galaxia tipo Sm.
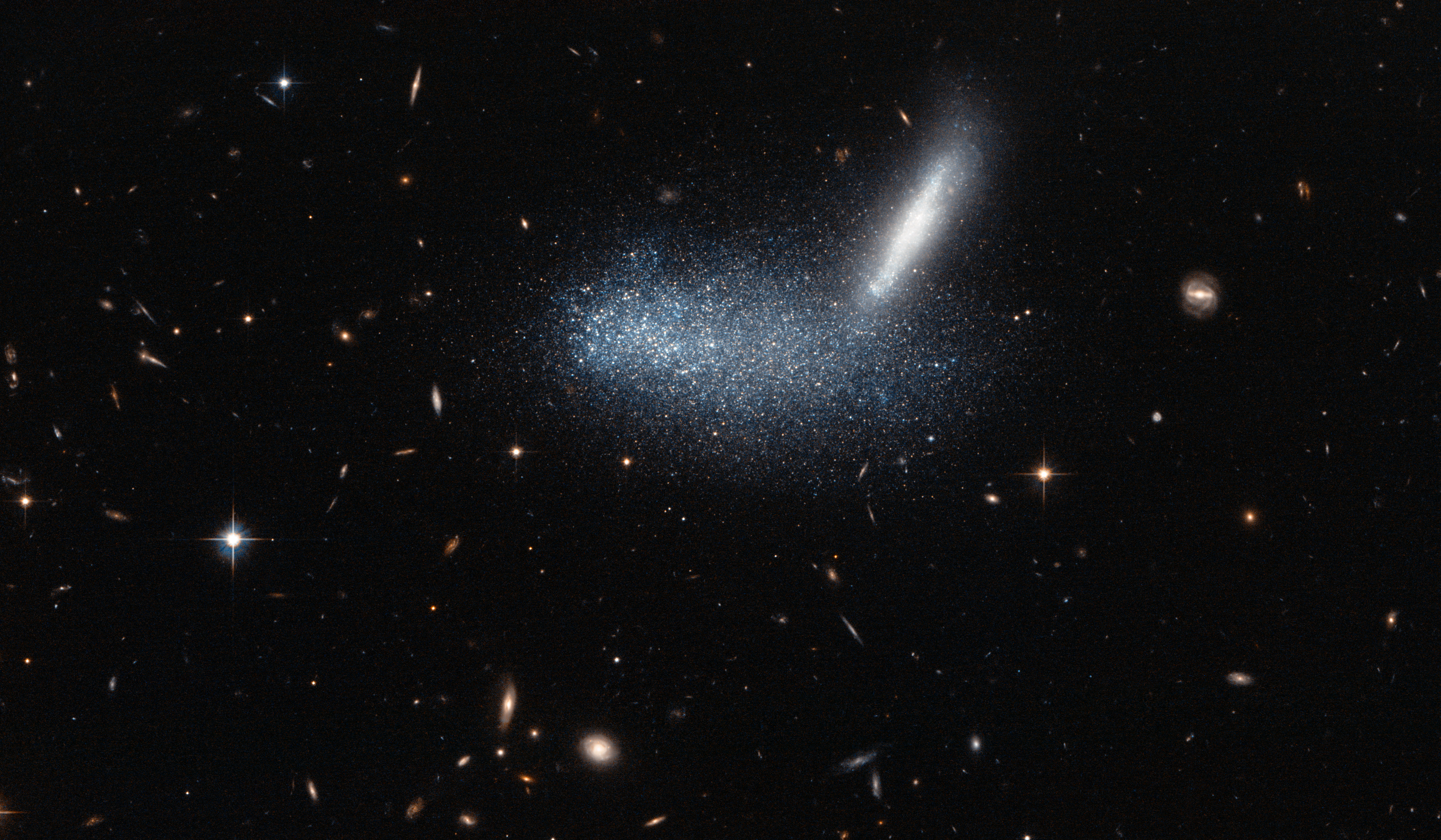
La galaxia enana irregular PGC 16389 cubre a la galaxia vecina APMBGC 252+125-117.